# Hiroyuki Ishida
Hiroyuki Ishida (石田 博行 Ishida Hiroyuki?, nacido el 31 de agosto de 1979 en Yokohama, Kanagawa) es un exfutbolista japonés. Jugaba de delantero y su último club fue el Fujieda MYFC de Japón.

## Trayectoria

### Clubes
| Club              | País      | Año         |
| ----------------- | --------- | ----------- |
| Shimizu S-Pulse   | Japón     | 1998 - 1999 |
| Tokyo Verdy       | Japón     | 2001        |
| Clementi Khalsa   | Singapur  | 2001        |
| Sydney Olympic FC | Australia | 2001 - 2004 |
| Perth Glory FC    | Australia | 2005 - 2006 |
| Johor             | Malasia   | 2006        |
| Ventforet Kofu    | Japón     | 2006        |
| Sagan Tosu        | Japón     | 2007 - 2008 |
| Fujieda MYFC      | Japón     | 2009 - 2013 |